# Arthur von Gabain

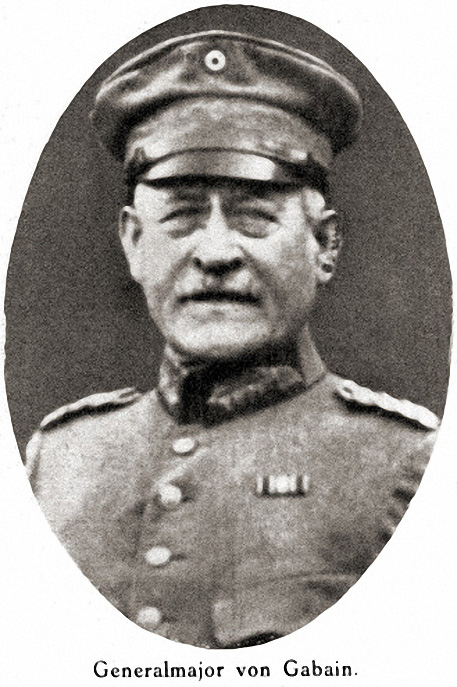
Arthur von Gabain

Arthur von Gabain (* 1. August 1860 in Graudenz; † 6. März 1939 in Berlin-Lichterfelde) war ein deutscher General der Infanterie sowie Präsident des Reichsmilitärgerichts.

## Leben
Gabain wurde als Sohn hugenottischer Eltern in Westpreußen geboren. Sein Vater fiel als Hauptmann im Krieg 1866. Er wurde im Kadettenkorps erzogen und trat am 15. April 1878 als Sekondeleutnant in das 8. Ostpreußische Infanterie-Regiment Nr. 45 in Insterburg ein. Es folgten in den Jahren 1883 und 1884 Kommandierungen zur Militär-Turnanstalt sowie als Erzieher zum Kadettenhaus Wahlstatt. Am 11. März 1886 folgte seine Versetzung nach Ehrenbreitstein in das Infanterie-Regiment „von Goeben“ (2. Rheinisches) Nr. 28. Von dort wurde Gabain am 1. April 1888 als Premierleutnant zur Hauptkadettenanstalt kommandiert, wo er als Erzieher fungierte. Am 1. April 1889 folgte seine Versetzung in das Grenadier-Regiment „König Friedrich I.“ (4. Ostpreußisches) Nr. 5 nach Danzig und kurz darauf vom 1. Oktober 1889 bis 1. April 1892 seine Kommandierung zur Preußischen Kriegsakademie. Am 29. März 1892 wurde Gabain zum Hauptmann befördert und als solcher dann als Kompaniechef verwendet. Zwei Jahre später wurde er dann Lehrer an der Kriegsschule Neiße und kehrte am 18. August 1899 als Kompaniechef im Infanterie-Regiment „Graf Barfuß“ (4. Westfälisches) Nr. 17 wieder in den Truppendienst zurück. Mit der Beförderung zum Major am 27. Januar 1902 wurde Gabain nach Metz in das 5. Lothringische Infanterie-Regiment Nr. 144 versetzt. Hier war er vom 22. April 1903 bis 17. Oktober 1907 Kommandeur des III. Bataillons in Diedenhofen. Anschließend wurde Gabain Kommandeur der Kriegsschule Danzig. Hier folgte am 21. April 1911 seine Beförderung zum Oberst und als solcher übernahm er drei Tage später das Kommando über das in Mainz stationierte 1. Nassauische Infanterie-Regiment Nr. 87. Zeitgleich mit der Beförderung zum Generalmajor am 3. Mai 1914 wurde er dann Kommandeur der 12. Infanterie-Brigade in Brandenburg an der Havel.

### Erster Weltkrieg
Als Teil der 6. Division marschierte Gabains Brigade bei Ausbruch des Ersten Weltkriegs im Verband des III. Armee-Korps an die Westfront. Unter persönlichem Einsatz kämpfte er im August 1914 bei Charleroi, bei Jemappes sowie in der Schlacht bei Mons im neutralen Belgien und Anfang September bei Villers-Cotterêts sowie an der Schlacht am Ourcq. Nach dem Rückzug von der Marne und den Kämpfen an der Aisne ging auch die 12. Brigade Ende September 1914 in den Stellungskrieg über. Nach der Schlacht bei Soissons im Januar 1915 folgte die Teilnahme an der Lorettoschlacht von Mai bis Juli 1915. Am 6. Mai 1915 wurde Gabain vorübergehend Führer der 5. Division, als er Georg Wichura vertreten musste. Im September 1915 wurde die 6. Division in den Balkan verlegt, wo sie sich ab Anfang Oktober am beginnenden serbischen Feldzug beteiligte. Gabains Brigade überschritt am 7. Oktober 1915  bei Semendria die Donau und kämpfte vom 21. bis 23. Oktober an der Palanka-Stellung. Daran schlossen sich die Kämpfe an der Raca und Lepenica sowie ab 1. November nach mehrtägigen Kämpfen die Besetzung von Kragujewac sowie die Verfolgung des Feindes bis an die Morawa an. Aufgrund einer Quetschung des linken Unterschenkels, die sich Gabain in Serbien zugezogen hatte, musste er Anfang 1916 das Kommando der 12. Brigade abgeben und sich in Lazarettbehandlung begeben. Nach seiner Genesung wurde Gabain am 12. September 1916 zum Kommandeur der 103. Infanterie-Division ernannt, die sich in den kommenden Wochen während der Schlacht an der Somme bei der Verteidigung ihrer Stellungen besonders auszeichnete. Anschließend wurde sie zur Auffrischung und Erholung aus der Front gezogen, verbrachte einige Zeit in der Champagne und wurde Anfang 1917 nach Verdun verlegt. Gabain gab dort das Kommando über seine Division ab und wurde zum Kommandeur der 17. Infanterie-Division ernannt. Mit ihr bewährte er sich bei Arras, auch wenn er den Verlust von Gavrelle nicht verhindern konnte. Auch in der folgenden Flandernschlacht konnte sich Gabain besonders auszeichnen, wofür ihm am 8. November 1917 der Pour le Mérite verliehen wurde.
Im Frühjahr 1918 kam die Division bei der 17. Armee im Artois zum Einsatz. Während der Frühjahrsoffensive erstürmte sie die Ecoust-Stellung, nahm nach heftigen Kämpfen die Vraucourt- und die Beugnâtre-Stellung. Zwischenzeitlich hatte man Gabain am 22. März 1918 zum Generalleutnant befördert und für sein Wirken während der Offensive wurde er am 17. April 1918 mit dem Eichenlaub zum Pour le Mérite ausgezeichnet.

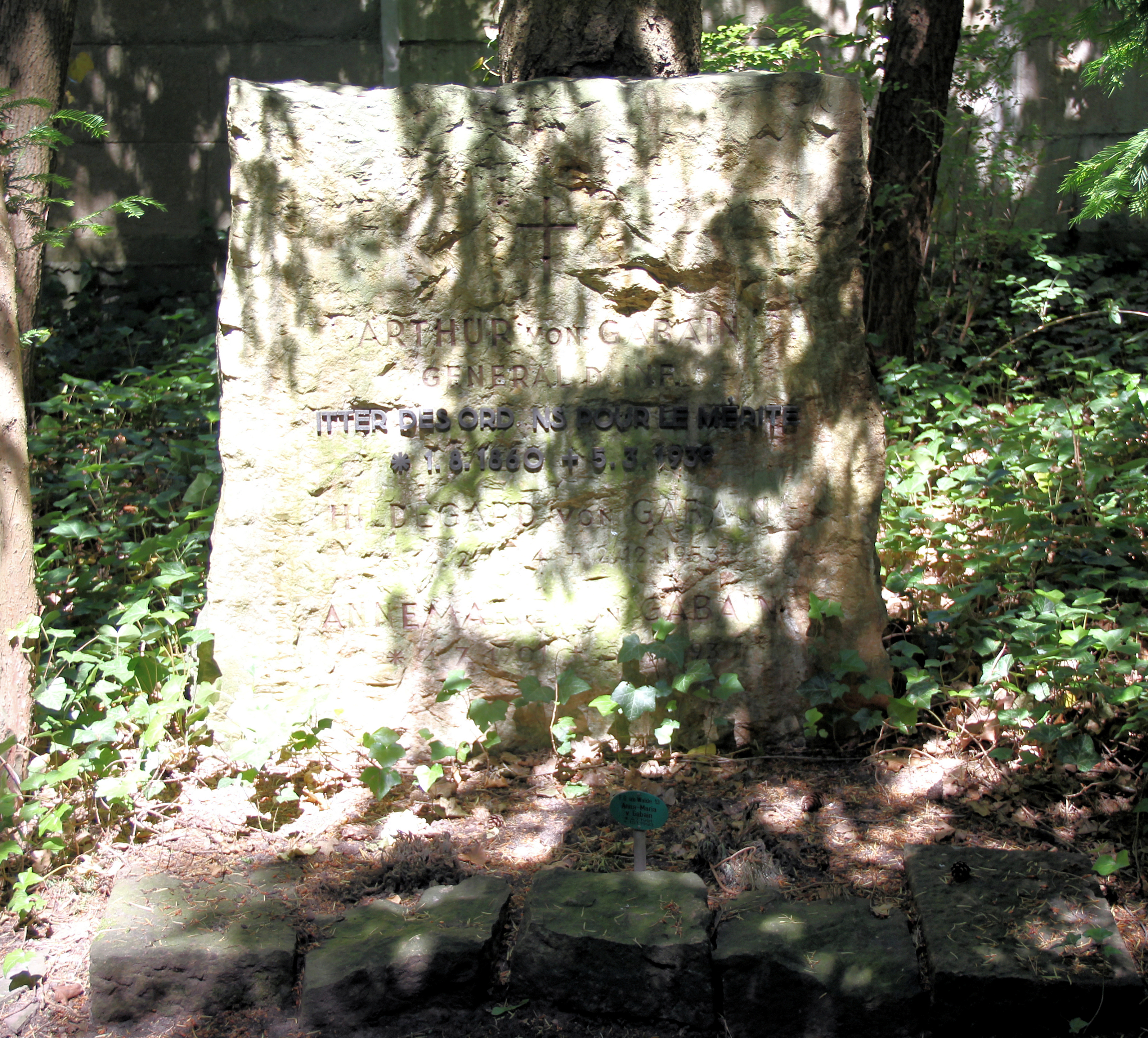
Grabstätte von Gabain auf dem Parkfriedhof Lichterfelde

Am 31. Juli 1918 übernahm Gabain als Führer das zwischen Marne und Vesle stehende XXIII. Reserve-Korps. Kurz bevor das Korps aufgelöst wurde, wurde Gabain am 6. August 1918 mit der Führung des X. Reserve-Korps in Flandern beauftragt. Nach der Schlacht an der Lys ging das Korps auf die Antwerpen-Maas-Stellung zurück.
Nach Kriegsende und Demobilisierung des X. Reserve-Korps wurde Gabain am 18. Januar 1919 zum Generalinspekteur des Militärerziehungs- und Bildungswesens in Berlin ernannt. Zugleich war er ab 25. Juni 1919 auch Präsident des Reichsmilitärgerichts. Von beiden Posten wurde er am 30. September 1920 abgelöst und in den Ruhestand verabschiedet.
Am 18. Dezember 1920 verlieh man Gabain den Charakter als General der Infanterie.

## Familie
Aus seiner Ehe mit Maria Plewig ging die Tochter Marieluise (1896–1973) hervor, sie heiratete 1924 Willi von Kries-Osterwitt, die Ehe wurde 1935 geschieden. Eine weitere Tochter war die Turkologin und Sinologin Annemarie von Gabain (1901–1993).

## Auszeichnungen
- Roter Adlerorden III. Klasse mit der Schleife[4]
- Kronenorden III. Klasse[4]
- Preußisches Dienstauszeichnungskreuz[4]
- Eisernes Kreuz (1914) II. und I. Klasse